# Jablonica
Jablonica (allemand : Jablonitz ) est un village de Slovaquie situé dans la région de Trnava.

## Histoire
La première mention écrite du village date de 1262.

## Démographie

### Évolution de la population
| Année:               | 1994. | 2004.   | 2014.   | 2024.   |
| -------------------- | ----- | ------- | ------- | ------- |
| Nombre de personnes: | 2264  | 2279    | 2254    | 2222    |
| Différence:          |       | +0,66 % | -1,09 % | -1,41 % |

| Année:               | 2023. | 2024.   |
| -------------------- | ----- | ------- |
| Nombre de personnes: | 2223  | 2222    |
| Différence:          |       | -0,04 % |